# Rachicerus omissinervis
Rachicerus omissinervis är en tvåvingeart som först beskrevs av Meijere 1916.  Rachicerus omissinervis ingår i släktet Rachicerus och familjen vedflugor. Inga underarter finns listade i Catalogue of Life.